# 铝试剂
铝试剂，玫红三羧酸的三铵盐，是一种常用于检测水溶液中铝离子的染料。除了在定性无机分析中的使用，铝试剂还在色素生产中有应用。 它能与铝，铬，铁和铍的离子形成色淀。

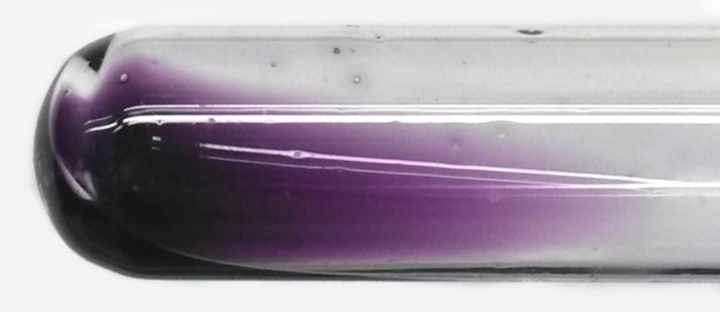
铝试剂 + Fe^{3+} (pH ~7).

铝试剂微溶于乙醇，几乎不溶于丙酮，其中性水溶液为红色，碱性介质中为红紫色，强碱中无色。
铝试剂可通过使亚硝酸钠和水杨酸反应,再添加甲醛溶液，最后加入氨来制备。